# حماد البین
حماد بن علی ملقب به البَی۫ن (؟ - زنده تا پیش ۱۱۶۶م) شاعر الجزایری در سدهٔ ششم هجری/ دوازدهم میلادی بود. جعفر بن بشرون در اثرش المختار فی النظم و النثر لأفاضل أهل العصر او را نام‌برده و قصیده‌ای از او در ده بیت نیز، عماد اصفهانی در خریدة القصر آورده است.